# Thönse
Thönse ist ein ländlich geprägtes Dorf und eine Ortschaft der Stadt Burgwedel in der niedersächsischen Region Hannover.

## Geschichte
Eisenzeitliche Funde aus Hügelgräbern auf dem Ehrenberg bei Thönse deuten auf frühgeschichtliche Besiedelung hin.
Die drei Dörfer Wettmar, Thönse und Engensen kauften sich am 25. November 1307 von der bis dahin zuständigen Pfarrei Burgdorf los und errichteten eine eigene Kirche, die jedoch im Dreißigjährigen Krieg zerstört wurde.
Aus einem Bericht des Amtsvogts von Burgwedel vom 2. November 1697 ist zu ersehen, „Wieviel lederne Eimer in jedem Dorfe und an was für Örtern sie vorhanden und aufgehoben wurden“:

„Specifikation

Wettmar: 12 lederne Eimer – so vier und vier angeschafft und vorhanden, lagern im Turm der Kirche.

Engensen: 7 lederne Eimer – von vier und vier gezeuget, hängen in der Capelle.

Thönse: 8 lederne Eimer – die ihnen vier und vier Hauswirte angeschafft, befinden sich sämtlich in der Capelle.

Kleinburgwedel: 10 lederne Eimer, in Tönnies Leisenbergs Haus allesamt.

Fuhrberg: 10 Feuereimer, in des Geschworenen Heinr. Weßarges Hause allesamt.

Großburgwedel: 31 Feuereimer, in 31 Häusern über den ganzen Ort verteilt.“

In Thönse brannten am 20. Dezember 1890 zwei Wohnhäuser und eine Scheune ab.

### Eingemeindungen
Im Zuge der Gebietsreform in Niedersachsen, die am 1. März 1974 stattfand, verlor die Gemeinde Thönse ihre politische Selbständigkeit und wurde eine Ortschaft der Gemeinde Burgwedel.

### Einwohnerentwicklung
| Jahr      | 1910  | 1925  | 1933  | 1939  | 1950  | 1956  | 1961  | 1970  | 1973  | 2007  | 2020  |
| --------- | ----- | ----- | ----- | ----- | ----- | ----- | ----- | ----- | ----- | ----- | ----- |
| Einwohner | 326   | 340   | 337   | 354   | 747   | 655   | 626   | 1032  | 1102  | 1637  | 1496  |
| Quelle    | [ 5 ] | [ 6 ] | [ 6 ] | [ 6 ] | [ 7 ] | [ 7 ] | [ 8 ] | [ 8 ] | [ 9 ] | [ 1 ] | [ 1 ] |

|  |

## Politik

### Ortsrat
Der Ortsrat von Thönse setzt sich aus fünf Ratsmitgliedern (fünf Ratsherren) folgender Parteien zusammen:
- CDU: 4 Sitze
- Grüne: 1 Sitz

(Stand: Kommunalwahl 11. September 2016)

### Ortsbürgermeister
Der Ortsbürgermeister ist Klemens Koss (CDU). Sein Stellvertreter ist Andreas Krüger (CDU).

### Wappen
Der Entwurf des Kommunalwappens von Thönse stammt von dem Heraldiker und Wappenmaler Gustav Völker, der zahlreiche Wappen in der Region Hannover erschaffen hat. Die Genehmigung des Wappens wurde durch den Regierungspräsidenten in Lüneburg am 26. Juni 1959 erteilt.
| Wappen von Thönse | Blasonierung: „Geteilt von Grün und Silber, oben ein wachsender, goldener Löwe, unten zwei goldene Stiergehörne mit schwarzen Stirnhaaren übereinander.“ |
| Wappen von Thönse | Wappenbegründung: Der Löwe versinnbildlicht die frühere Gerichtsbarkeit der Freien, die die Gemeinde Thönse gemeinsam mit acht anderen umliegenden Gemeinden früher ausgeübt hat. Wir finden den gleichen Löwen bereits in den Wappen der Gemeinden Otze und Wettmar. Die beiden Stiergehörne erinnern daran, dass in Thönse früher eine besondere Art der Bullenkörung, das sogenannte Bullenstoßen, regelmäßig durchgeführt wurde. |

## Kultur und Sehenswürdigkeiten

### Grünflächen und Naherholung
Vor etwa 35 Jahren wurde aus einem ehemaligen Kies-Abbaugebiet ein Kiesteich zu Angelzwecken umgestaltet, der sich heute zu einem von Wald umgebenen „Angelpark Thönse“ entwickelt hat. Der Teich ist über 3 ha groß und an der tiefsten Stelle 18 m tief. Er verfügt über ein größeres Schongebiet, welches einer Vielzahl von Kleintieren natürlichen Lebensraum und geschützten Platz für Brutstätten bietet.

### Regelmäßige Veranstaltungen

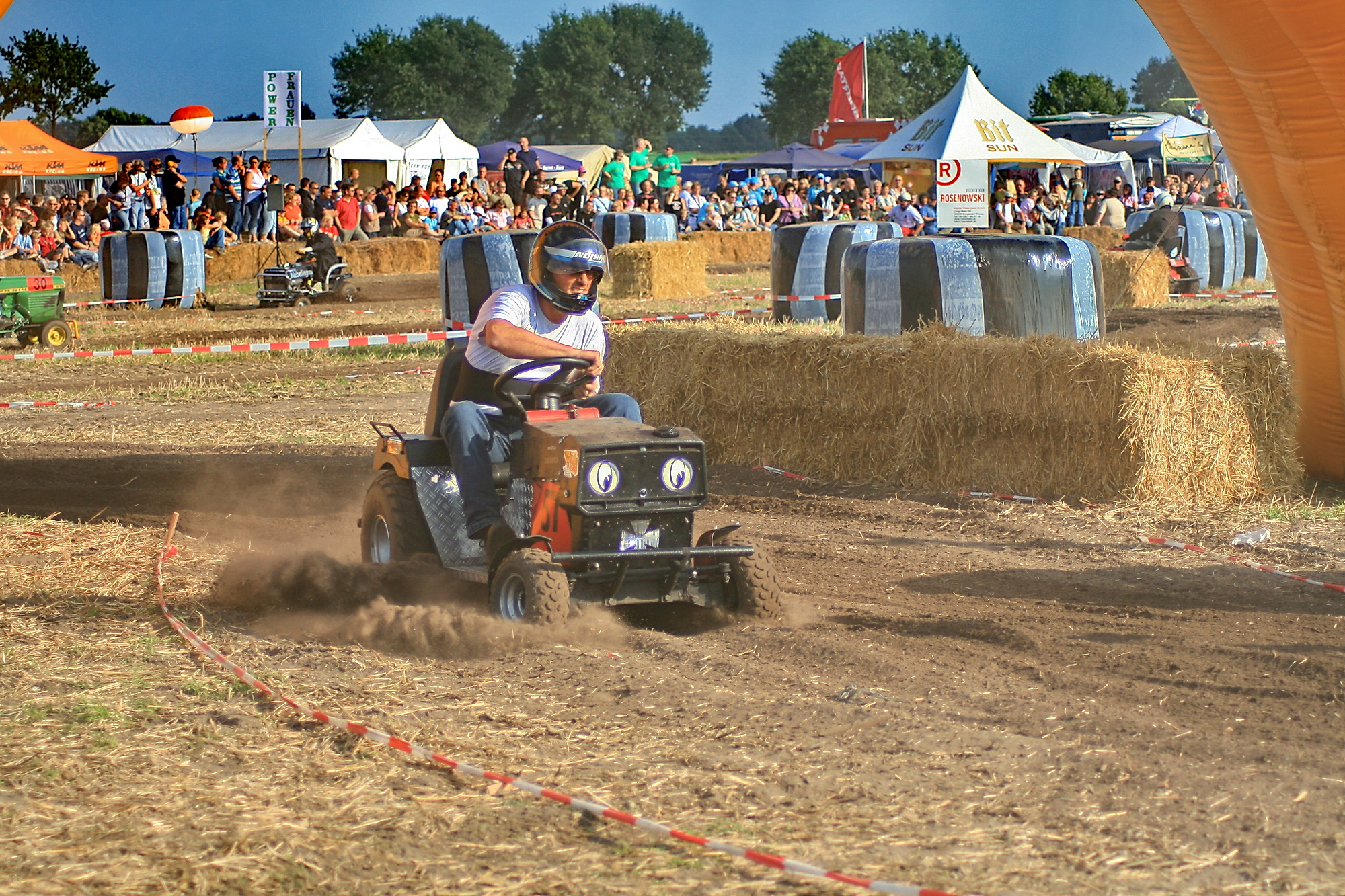
Rasenmäherrennen in Thönse

Neben den üblichen Dorf-, Sport- und Schützenfesten war das jährliche Rasenmähertreckerrennen das Hauptereignis im Dorfgeschehen. Zu diesem Ereignis kamen in der Vergangenheit bis zu 30.000 Besucher aus dem nahen und fernen Umland. Veranstaltet wurde das Rennen vom eigens dafür gegründeten Verein Thönse24 e. V., der aus den Überschüssen die Jugendarbeit anderer Vereine und Organisationen in Thönse und Burgwedel unterstützt. Am 24. und 25. August 2013 fand das Rasenmähertreckerrennen regulär zum letzten Mal statt. Anlässlich des 20. Jubiläums des ersten Rennens fand am 20. August 2022 eine Neuauflage des Rennens statt.

## Verkehr
Thönse wird durch Buslinien der RegioBus Hannover innerhalb des Nahverkehrs der Region Hannover erschlossen. Der Ort befindet sich innerhalb des Tarifgebietes des Großraum-Verkehrs Hannover GVH. (Stand Dezember 2015)

## Personen, die mit dem Ort in Verbindung stehen
- Kurt Griemsmann (* im 20. Jahrhundert), Heimatforscher, Autor sowie Gründer und Leiter der Volkshochschule in Großburgwedel, er verfasste umfangreiche Chroniken mit zahlreichen Illustrationen vor allem mit historischem Bildmaterial u. a. zu dem Ort Thönse
- Hans-Peter Mehling (1934–2019), Boxer, er gewann bei den Europameisterschaften der Amateure 1953 und 1955 jeweils eine Bronzemedaille im Federgewicht, verstarb in Thönse
- Christina Jehne (* 1951), Designerin und Fachbuchautorin, lebt in Thönse
- Hendrik Hoppenstedt (* 1972), Jurist und Politiker (CDU), er ist seit dem 14. März 2018 Staatsminister bei der Bundeskanzlerin Merkel, seit 2013 ist Hoppenstedt Mitglied des Bundestages, er besuchte die Grundschule in Thönse